# Conrad Detrez

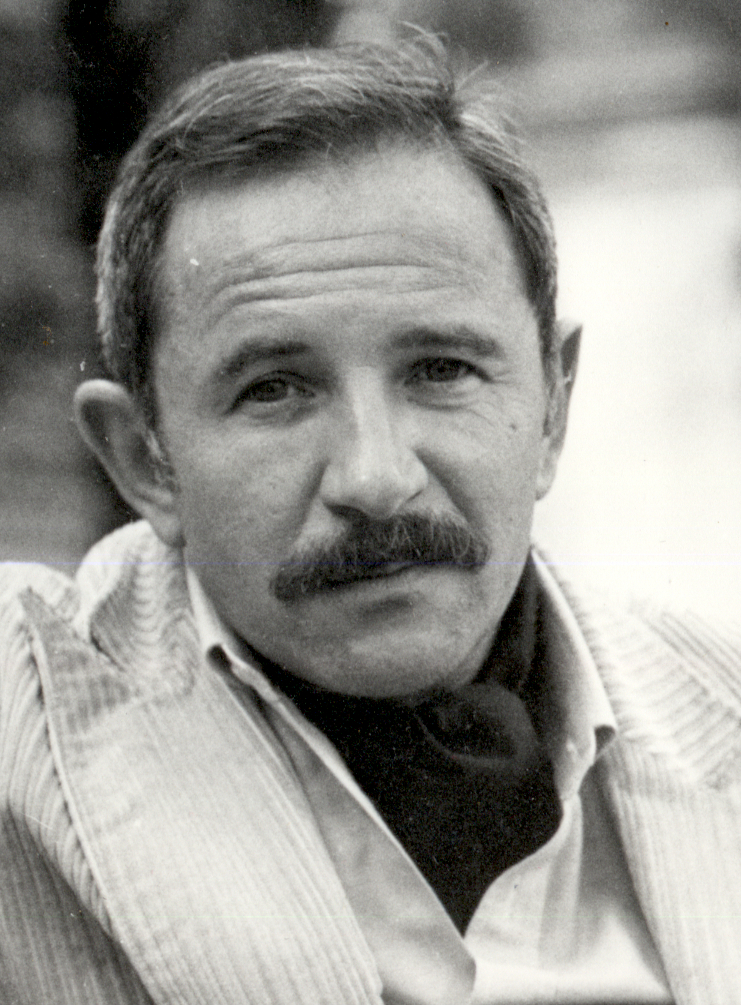
Conrad Detrez (1981)

Conrad Detrez (* 1. April 1937 in Bassenge; † 12. Februar 1985 in Paris) war ein belgisch-französischer Schriftsteller.

## Leben und Werk
Conrad Detrez wuchs bei Lüttich als Sohn eines wallonischen Metzgers und einer flämischen Mutter auf dem katholisch geprägten Land auf. Von 1957 bis 1962 besuchte er das Priesterseminar in Saint-Trond. Dort traf er auf Priesterkandidaten aus der Dritten Welt, die ihn mit den Problemen der armen Länder konfrontierten. Er trat aus, ging nach Brasilien, wurde dort 1967 vorübergehend ins Gefängnis geworfen und wechselte nach Paris, wo er die Maiunruhen erlebte. 1968 ging er als Gymnasiallehrer nach Algerien und begann mit dem Schreiben von Romanen. Von 1972 bis 1975 war er in Brüssel Journalist, dann Rundfunkjournalist in Portugal, ab 1978 in Paris, wo sein Roman L’Herbe à brûler den Prix Renaudot erhielt. 1980 konnte er aufgrund einer Amnestie wieder nach Brasilien einreisen. 1982 erhielt er unter Präsident François Mitterrand die französische Staatsangehörigkeit und wurde Kulturattaché in Nicaragua. Als er 1984 erkrankte, kehrte er nach Paris zurück und starb dort 1985 im Alter von 47 Jahren an AIDS.

## Werke (Auswahl)

### Romane
- Ludo. Calmann-Lévy, Paris 1974. (Kindheitserinnerungen)
- Les Plumes du coq. Calmann-Lévy, Paris 1975. (Jugenderinnerungen)
- L’Herbe à brûler. Calmann-Lévy, Paris 1978. (Flamen und Wallonen, Spaltung der Katholischen Universität Löwen, Erinnerungen 1955–1968, Prix Renaudot)
- La Lutte finale. Balland, Paris 1980. (Rückkehr der Revolutionäre nach Südamerika)
- Le Dragueur de Dieu. Calmann-Lévy, Paris 1981. (Pariser Homosexuellenmilieu)
- La Guerre blanche. Calmann-Lévy, Paris 1982. (Schriftstellerdasein)
- La Ceinture de feu. Gallimard, Paris 1984. (Nicaragua)

### Weitere Werke
- (mit Márcio Moreira Alves, 1936–2009, und Carlos Marighella) Pour la libération du Brésil. Seuil, Paris 1970. (von Innenminister Raymond Marcellin verboten)
  - (deutsch) Zerschlagt die Wohlstandsinseln der Dritten Welt. Mit dem Handbuch der Guerilleros von São Paulo. Rowohlt, Reinbek 1971.
- Les Mouvements révolutionnaires en Amérique latine. Editions Vie ouvrière, Brüssel 1972.
- Les Noms de la tribu. Éditions du Seuil, Paris 1981. (Essai)
- Le Mâle apôtre. Poèmes. Persona, Paris 1982.
- (postum) La Mélancolie du voyeur. Denoël, Paris 1986. (Erinnerungen vom Krankenbett aus)

### Übersetzer
- Hélder Câmara: Révolution dans la paix. Seuil, Paris 1970.
- Jorge Amado: Les Pâtres de la nuit. Stock, Paris 1970.
- Antônio Callado Mon pays en croix. Roman. Seuil, Paris 1971.